# Погорілко Михайло Анатолійович
Михайло Анатолійович Погорілко (нар. 28 лютого 1951, Ніжин — пом.2013) — радянський футболіст, що грав на позиції захисника. Відомий за виступами у низці українських клубів другої та першої ліг.

## Біографія
Михайло Погорілко народився в Ніжині. Розпочав виступи в командах майстрів у 1974 році у складі команди другої ліги «Будівельник» з Тернополя. У 1975 році Погорілко став гравцем іншої команди другої ліги «Автомобіліст» з Житомира, й у першому ж сезоні у складі «Автомобіліста» став срібним призером чемпіонату УРСР, який проводився у рамках зонального турніру серед українських команд другої ліги. У 1977 році перейшов до складу команди першої ліги «Спартак» з Івано-Франківська, у складі якого зіграв 46 матчів у першій лізі. На початку сезону 1979 року перейшов до складу команди другої ліги «Десна» з Чернігова, в якому грав до кінця року. У 1980 році повернувся до Ніжина, де грав у складі аматорської команди «Торпедо», у складі якої став переможцем змагань на приз «Робітничої газети». Помер Михайло Погорілко в 2013 році.

## Досягнення
- Срібний призер Чемпіонату УРСР з футболу 1975, що проводився у рамках турніру в шостій зоні другої ліги СРСР.